# Смоларски водопад
Смоларски водопад је највиши водопад у Северној Македонији. Водопад се налази на северним падинама планине Беласица, дуж реке Ломница, на надморској висини од 600м у подручју села Смолари.
Укупна висина водопада је 39,5 метара. Смолари као и већина села у Северној Македонији, је мало село у коме живе љубазни и гостољубиви људи. Ово село има посебно благо скривено у планинама, Смоларски водопад.
Да би се стигло до водопада, мора се проћи уским и кривудавим путем. У Смоларима је главна делатност пољопривреда.

## Галерија
- Смоларски водопад
- Смоларски водопад
- Пут до Смоларског водопада
- Смоларски водопад
- Околина Смоларског водопада